# Auguste Pottier
Auguste Pottier (* 1823 in Coulommiers; † 1896) war ein französisch-amerikanischer Möbeldesigner.

## Leben
Auguste oder August Pottier wurde in Paris als Holzschnitzer ausgebildet und wanderte 1847 nach New York aus, wo er zunächst für E. W. Hutchings and Son arbeitete. Ab 1851 arbeitete er kurzfristig mit Gustave Herter zusammen, 1856 war er bei Rochefort and Skarren angestellt, wo er wahrscheinlich William P. Stymus kennenlernte. Mit diesem übernahm er 1859, nachdem Rochefort verstorben war, die Firma und nannte sie Pottier & Stymus.

## Pottier & Stymus
Pottier & Stymus gehörten in ihrer Zeit zu den führenden Innenausstattern der USA und prosperierten entsprechend: Zu ihren Kunden gehörte Leland Stanford und 1869 lieferten sie die Möbel für das Büro des Präsidenten und für einen Teil des Weißen Hauses. Der Firmensitz an der Lexington Avenue, der 1871 bezogen wurde, war riesig, und für 1872 sind 700 männliche und 50 weibliche Arbeitnehmer bei Pottier & Stymus belegt. Angeblich waren im Magazin der Firma mehr als 400 000 Artikel vorrätig.
In den 1880er Jahren verursachte ein Brand in diesem Magazin, das an der 42. Straße und Fifth Avenue lag, einen Schaden, der mit 200 000 Dollar beziffert wurde. Zu diesem Zeitpunkt waren Pottier & Stymus dabei, zu liquidieren und hatten die Firma kurz zuvor umgestaltet. Die Versicherungssumme betrug 100 000 Dollar.